# Country-Musik 1938
Die Liste bietet eine Übersicht über das Jahr 1938 im Genre Country-Musik.

## Ereignisse
- Der WMMN Sagebrush Roundup geht in Fairmont, West Virginia, erstmals auf Sendung

## Top-Hits des Jahres
- Hi-Yo, Silver – Roy Rogers
- Meet Me Tonight in Dreamland – Jimmie Davis
- Red Hot Fannie – Hoosier Hot Shots
- Wabash Cannon Ball – Roy Acuff
- You'll Miss Me When I'm Gone (Just Because) – Cliff Carlisle

## Geboren
- 24. März – Jimmy Voytek
- 25. März – Hoyt Axton
- 20. April – Johnny Tillotson († 2025)
- 26. April – Duane Eddy
- 31. Mai – Johnny Paycheck
- 21. August – Kenny Rogers
- 22. September – Dean Reed
- 03. Oktober – Eddie Cochran
- 14. Oktober – Melba Montgomery († 2025)